# Blood & Magic
Blood & Magic ist ein Echtzeit-Strategiespiel des Entwicklers Tachyon Studios auf Grundlage des Rollenspiel-Regelwerks Dungeons & Dragons, von Interplay 1996 für MS-DOS und Windows veröffentlicht. Es handelt sich um das erste von Interplay veröffentlichte AD&D-Computerspiel, dessen Lizenz das Unternehmen 1995 von TSR erworben hatte.

## Handlung
Das Spiel ist in den Vergessenen Reichen angesiedelt, in einer Region namens Utter East. Der Einzelspieler-Modus ist in fünf Kampagnen zu drei Missionen mit ansteigendem Schwierigkeitsgrad unterteilt. In allen Kampagnen kann sich der Spieler frei für eine der beiden Konfliktparteien entscheiden. Die Handlungen der Kampagne entsprechen gängigen Fantasy-Mustern und besitzen keinen unmittelbaren Bezug zum Regelwerk. Sie werden als lose Erzählung zwischen den Missionen von einem Sprecher und unterlegt mit statischen Grafiken wiedergegeben. Um die nächste Kampagne freizuschalten, muss die vorhergehende mindestens einmal abgeschlossen werden. Nach Absolvierung aller Kampagnen kann der Spieler in einem freien Spiel nochmals alle 15 Karten der vorherigen Missionen bewältigen, wofür er am Ende eine Bewertung erhält.
Kampagnenübersicht
1. Howl of Vengeance
Die Handlung beginnt damit, dass der Barbarenfürst Rathgar the Raider das Königreich Doegan erobert. Mit seinem letzten Atemzug verflucht der rechtmäßige König den Barbaren. Seine Tochter kann unterdessen fliehen und sucht Unterstützung bei einem jungen Nekromanten namens Aelric the Avenger. Der Spieler hat die Wahl zwischen dem Eroberer oder dem Rächer und versucht je nach Wahl den Fluch des Königs entweder abzuwenden oder zu vollstrecken.
2. Matchmaker Mayhem
Als Roxana, Prinzessin des Königreichs Edenvale, das passende Alter erreicht hat, gibt sie eine Herausforderung bekannt. Jeder Mann, der erfolgreich um ihre Hand anhalten wolle, müsse sie erst besiegen. Der Spieler kann nun entweder Roxana helfen, ihre Verehrer abzuwehren, oder in der Rolle von Bryan the Bold den Kampf um die Hand der Prinzessin für sich entscheiden.
3. Tartyron Unbound
Tartyron, Fürst des Chaos, ist seinem unterirdischen Gefängnis entkommen und versucht nun, die Bewohner der Oberfläche ins Chaos zu stürzen. Seine Gegner sind zwei Lords und eine Lady des Circle of Order, der Tartyron bereits einmal festsetzen konnte und daher nun hofft, dies wiederholen zu können.
4. Nuts and Bolts
Eine Kampagne mit humoristischem Einschlag. Die beiden Brüder Garrulos the Occasionally Good und Wormskull the Artificier haben eine Perle mit großer magischer Kraft gefunden. Unglücklicherweise ist die Perle jedoch verflucht und löst daher Streit zwischen den beiden Brüdern aus. Wormskull möchte die Macht der Perle für seine Arbeit als Erfinder nutzen, während Garrulos die verrückten Pläne seines Bruders zu stoppen und die Gunst des Königs zu gewinnen versucht. Höhepunkt der Kampagne ist der Kampf gegen den Juggernaut, die mächtigste Einheit des Spiels.
5. Harvest of Horrors
Die Bewohner eines im Schatten eines verbotenen Plateaus gelegenen Dorfes fürchten die Erntezeit, da in diesem Zeitraum bösartige Kreaturen auf der Suche nach menschlicher Nahrung vom Plateau herabsteigen und die Einwohner jagen. In diesem Jahr soll diese grausame Tradition jedoch ihr Ende finden, der Magier Heradan the Hermit erhebt sich gegen die dunklen Horden des Königreichs Nix unter der Führung von Redfang the Reaper. Diese Kampagne führt auf Seiten von Nix neue Einheiten ein (Goblin, Harpyen und Enchanter), sowie einen magischen Kessel der existierende Einheiten wieder in Mana umwandeln kann. Die neuen Einheiten sind von überdurchschnittlicher Stärke und bedeuten eine große Bedrohung für Heradan, weshalb die Lösung der Kampagne auf Seiten der Kreaturen einfacher ausfällt.

## Spielprinzip
Blood & Magic ist ein Echtzeitstrategiespiel, in dem der Spieler die Rolle eines Magiers übernehmen kann, der mit Hilfe von Blutmagie Monster erschafft.
Die zentrale Einheit des Spiels sind die sogenannten Basal Golems, die Dreh- und Angelpunkt der Ressourcengewinnung, des Basenbaus und der Einheitenrekrutierung sind. Sie werden in einem unzerstörbaren Zentralgebäude namens Bloodforge geschaffen werden. Im inaktiven Zustand generieren sie Manapunkte; sind ausreichend Manapunkte vorhanden, können Golems in Gebäude oder Einheiten umgewandelt werden. Zur Umwandlung in ein Gebäude müssen vier von ihnen auf dem Fundament eines sogenannten mystischen Ort platziert werden. Wird ein Basal Golem in Nachbarschaft eines eigenen mystischen Orts platziert, kann er in eine Einheit umgewandelt werden, abhängig von den Eigenschaften des mystischen Orts. Hierbei gibt es mehrere Optionen, anfänglich kann der Spieler jedoch nur die schwächste Transformationsform nutzen, weitere können erst nach Erforschung freigeschaltet werden. Forschung benötigt Erfahrungspunkte, die mit der Erschaffung von Basal Golems, dem Bau oder der Zerstörung von Gebäuden, dem Wirken von Zaubern und dem Töten von Gegner gewonnen werden.
Der Spielfluss ist vergleichbar mit dem der frühesten Echtzeit-Strategiespiele wie Dune II – Kampf um Arrakis und Warcraft: Orcs & Humans. Im Vergleich zu Warcraft 2, das etwa ein Jahr vor Blood & Magic erschien, ist das Spielprinzip dagegen behäbig. Extremes Mikromanagement ist für die Sammlung der Spielressource Mana notwendig. Die Golems laden zwar individuell Mana auf, doch das Einsammeln bedeutet für den Spieler einen sich ständig wiederholenden Kreislauf aus Aufrufen der einzelnen Golems und dem Anklicken eines Transferbuttons. Eigenständig übertragen Golems ihr Mana lediglich dann, wenn sie die Maximalkapazität erreicht haben und für einen langen Zeitraum nicht mehr kontrolliert wurden, worunter ihre Effizienz jedoch deutlich leidet. Obwohl diese Form der Ressourcengewinnung neuartig im Vergleich zum verbreiteten System aus Dune 2 war, wohnte dem Prinzip bereits ein Grundproblem inne. Während andere Strategiespiele Wert auf eine durchdachte, verzweigte Logistik legten, wurde diese in Blood & Magic durch die Reduzierung auf die universell einsetzbaren Basal Golems vollständig ausgelassen. Auch existierte keine Begrenzung er Ressource Mana. Daher stellte meist nur die Anfangsphase eine spielerische Herausforderung dar, bis die Abwägung über den Einsatz der Golems zur Ressourcengenerierung, dem Errichten von Gebäuden oder der Umwandlung zur Kampfeinheit durch reine Einheitenmasse ausgehebelt wurde.
Über Netzwerk, Modem oder eine serielle Verbindung war es möglich, das Spiel auch zu zweit gegeneinander zu spielen.

## Entwicklung
Blood & Magic war Interplays erstes Lizenzprodukt zum Rollenspiel-Regelwerk Advanced Dungeons & Dragons. 1995 war die exklusive AD&D-Lizenz von SSI ausgelaufen und TSR hatte damit begonnen, seine zahlreichen Kampagnenwelten nun einzeln zu lizenzieren. Interplay hatte dabei die Rechte für Spiele in den Vergessenen Reichen und im Planescape-Szenario erworben. Das Spiel basiert auf der zweiten Regelwerksedition Advanced Dungeons & Dragons, das Einheitendesign auf dem dazugehörigen Monster Manual.

## Rezeption
Enttäuscht zeigte sich etwa Arinn Dembo vom US-Computerspielmagazin Computer Gaming World, der für das Spiel nur 1,5 von 5 Punkten vergab. Er beschrieb Blood & Magic, das ein Jahr nach Warcraft 2 auf den Markt gekommen war, als spielerisch veraltet und billige Nachahmung von Blizzards Serienerstling Warcraft: Orcs & Humans. Die Einheitenauswahl bezeichnete er zwar als unterhaltsam. Im Wesentlichen machte er aber drei Hauptprobleme aus. Zum einen sei das Spiel „primitiv“, sowohl was Grafik, Sound und Animationen angehe. Weiterhin sei der Umfang des Spiels zu gering. Das größte Problem sei jedoch die AI (engl. Abk. für artificial intelligence, Künstliche Intelligenz), die er als “Absence of Intelligence” (deutsch: „Fehlen von Intelligenz“) bezeichnete. Dazu zählen schlechte Wegfindung, die potentielle Gefahr seine eigenen Einheiten zu attackieren und die Unfähigkeit des Gegners, konsequent gegen den Spieler vorzugehen. Sein Fazit:

“Overall I can’t recommend this game. Fascinating as some of it’s ideas are, there’s not enough here to justify the purchase for strategy gamers or role-players – unless you really want the free paperback from J. Robert King that comes in the box.”

„Alles in allem kann ich dieses Spiel nicht empfehlen. So faszinierend einige seiner Ideen auch sind, letztlich ist nicht genug vorhanden, um den Kauf für Strategie- oder Rollenspieler zu rechtfertigen – falls man nicht unbedingt das in der Schachtel mitgelieferte kostenlose Taschenbuch von J. Robert King will.“

Ähnlich, wenngleich nicht ganz so harsch, fiel das Urteil von Trent Ward für GameSpot aus. Er lobte das Level- und das Einheitendesign sowie die akustische Aufmachung, bemängelte aber ebenfalls das „nervtötende“ manuelle Einsammeln des Manas und die schlechte Wegfindung. Er empfahl das Spiel daher ausschließlich ausgesprochenen Strategie- und AD&D-Fans. Im Gegensatz dazu veröffentlichte die Tageszeitung The Herald-News einen deutlich positiven Bericht über Blood & Magic, wobei sie die hohe Varianz bei den Einheiten und Geländetypen als Stärken des Spiels hervorhob und das Spiel als „süchtig machend“ bezeichnete. Als Schwachstellen machte auch dieser Testbericht die feindliche KI und die vielen Klickwege, die für das Ressourcenmanagement über die Basal Golems notwendig seien, aus. Die Tageszeitung The Buffalo News gab dem Spiel die Note C und bezeichnete die Handlung als „tiefgründig“.
Rückblickend dauerte es nach Allen Rausch von GameSpy nicht lang, „bis die Spieler realisierten, dass es – obwohl das Genre der Echtzeit-Strategie kommerziell explodierte – in diesem Spiel nichts gab, das sie von Warcraft 2 oder Command & Conquer: Alarmstufe Rot weglocken könnte“. In Blood & Magic habe sich vielmehr der Niedergang der Pen-&-Paper-Rollenspiele allgemein und insbesondere des Spieleverlags TSR widergespiegelt, der auf der verzweifelten Suche nach frischem Geld zur Bedienung der eigenen Schulden SSI die Lizenz entzogen und gesplittet, damit jedoch nur eine zweijährige Phase „grauenhafter“ Lizenzumsetzungen bewirkt habe. Auch nach Andrew Park und Elliott Chin von Gamespot wurde „jede Hoffnung auf eine Renaissance der AD&D-Spiele durch dieses schreckliche Strategiespiel zerstört“. 1997 wurde TSR von seinem Mitbewerber Wizards of the Coast übernommen, erst 1998 erschien das ebenfalls von Interplay vertriebene Baldur’s Gate, dem ein Mitwirken an der Wiederbelebung der Computer-Rollenspiele zugeschrieben wird.